# Ягути, Мари
Мари Ягути (яп. 矢口真里 Yaguchi Mari, род. 20 января 1983) — японская певица, актриса, бывшая участница гёрл-группы Morning Musume.
В группе Morning Musume была участницей второго поколения (то есть вошла в состав по результатам организованного в 1998 году второго набора в группу). Кроме Morning Musume, входила, в частности, в состав подгруппы Tanpopo и в состав Mini Moni, причём идея создания последней принадлежала именно ей. Ушла из Morning Musume неожиданно в 2005 году.

## Личная жизнь
22 мая 2011 году вышла замуж за Масаю Накамуру. 30 мая 2013 году стало известно что пара развелась.
26 марта 2018 году объявила о повторном браке. В августе 2019 года родила мальчика.

## Коллективы
- Morning Musume (1998–2005)
- ZYX
- ROMANS
- Tanpopo[англ.]
- Mini Moni
- Morning Musume Sakuragumi
- Dream Morning Musume (2011–?)

и др.

## Сольная дискография
Синглы
| № | Название | Дата выпуска   | Чарты |
| № | Название | Дата выпуска   | JP    |
| - | --- | -------------- | ----- |
| 1 | «Seishun Boku / Seishun Ore» (яп. 青春 僕/青春 俺) | 25 марта 2009  | 6     |
| 2 | «Kaze o Sagashite» (яп. 風をさがして) - Исполняют: Мари Ягути и Соломенные шляпы (яп. 矢口真里とストローハット) - 12-я открывающая тема аниме «One Piece» (эпизоды 426—458) | 13 января 2010 | 2     |